# Schron pod Špičkiem

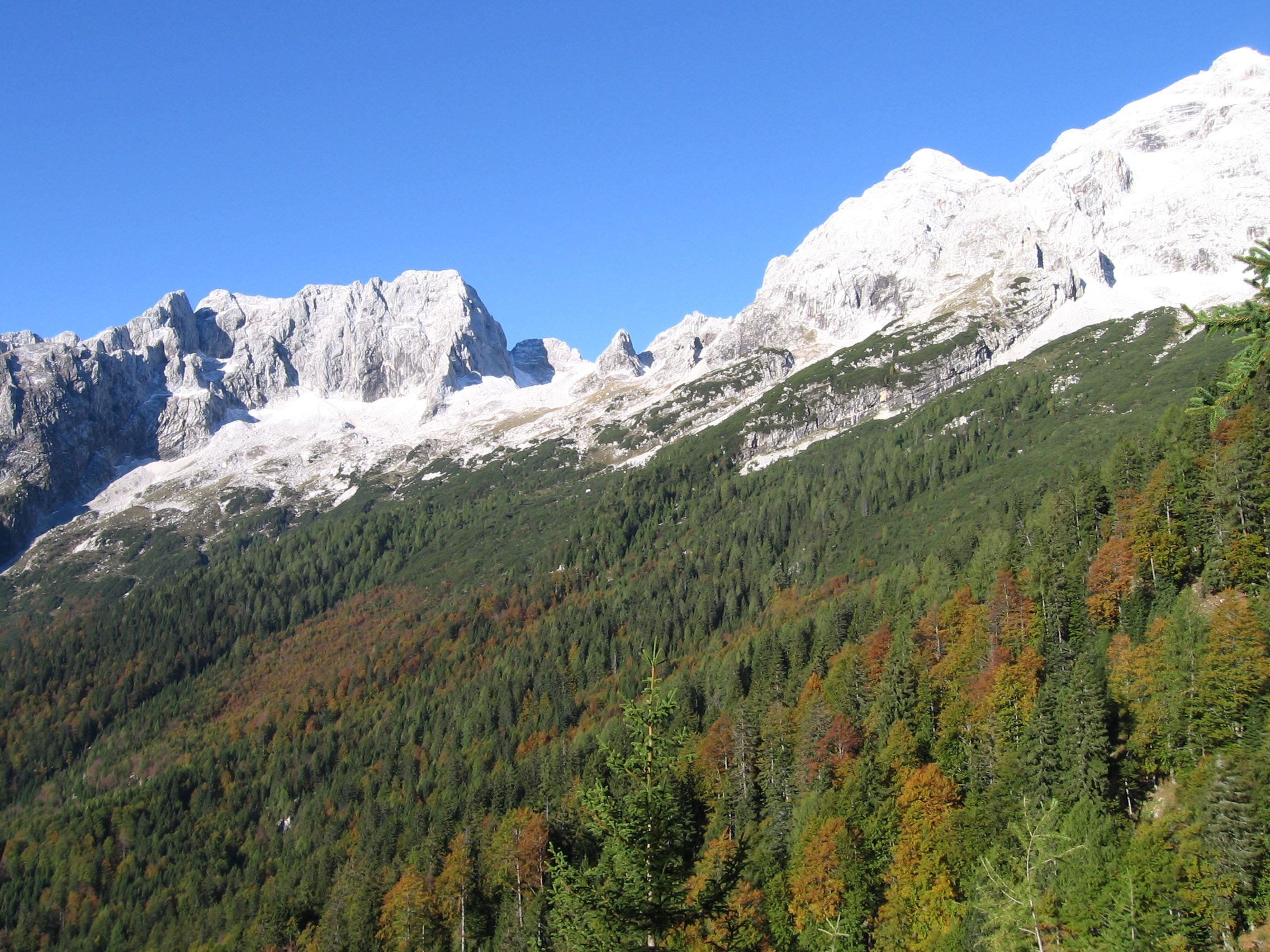
Špiček między Pelcami i Jalovcem, nad Zadnją Trentą

Schron pod Špičkiem (słoweń. Zavetišče pod Špičkom) – mniejsze schronisko turystyczne, które leży na skraju piargu nad doliną Zadnjej Trenty, pod grzbietem Pelców i masywem Jalovca. Dawny włoski budynek został zamieniony na schron górski 6 sierpnia 1950. Nowy schron został wybudowany na fundamencie starego 3 lipca 1983. Zarządza nim PD (Towarzystwo Górskie) Jesenice.

## Dostęp
- 5h: z Bavšicy (Bovec)
- 6-7h: z Domu w Tamarze (1108 m), przez Jalovšką Przepaść (Jalovška škrbina)
- 4h: ze schroniska przy źródle Soczy (Koča pri izviru Soče, 886 m)
- 4h: z Tičarjevego domu na Vršiču (1620 m), transwersalą
- 4½: z Koritniškiej planiny (ok. 1000 m)

## Sąsiednie szczyty
- 2½h: Jalovec (2645 m)
- 1½h: Mali Ozebnik (2324 m)
- 1½h: Veliki Ozebnik (2480 m)